# Wang Zhen (eunuco)
Wang Zhen (en chino, 王振; pinyin, Wáng Zhèn) fue un eunuco chino, el primero de la dinastía Ming con gran poder e influencia sobre el emperador que servía, Zhengtong.
Wang Zhen fue uno de los primeros estudiantes de la escuela de palacio fundada en 1426 para la formación de eunucos. Los eunucos habían perdido su control sobre la corte imperial bajo la amenaza de pena de muerte bajo el fundador de la dinastía Ming, el emperador Hongwu, que gobernó desde 1368 hasta 1398. La fundación de la escuela fue un indicio de la creciente importancia que los eunucos estaban recuperando en la corte imperial. Después de completar su educación, Wang Zhen se convirtió en uno de los tres altos funcionarios a cargo de las ceremonias de la corte. Como maestro, inicialmente enseñó protocolo y ceremonial a las mujeres que vivían en la corte, y finalmente se convirtió en tutor del joven heredero al trono, Zhengtong. Cuando tuvo que ascender al trono a la edad de ocho años, Wang Zhen fue el primer eunuco que nuevamente ejerció una influencia considerable en la política imperial, ya que en realidad dirigía los asuntos de estado en lugar del emperador niño.
El templo Zhihua fue erigido por orden suya en 1443.
En la Batalla de la Fortaleza de Tumu en 1449, conocida en China como la Crisis de Tumu, la mayor debacle militar de la Dinastía Ming, Wang Zhen jugó un papel crucial. Durante esta campaña que dirigió, que tenía la intención de defenderse de los mongoles oirates bajo el mando de Esen Taiji, el ejército chino de 500.000 hombres fue aplastado por una pequeña y probada unidad de caballería mongola. El emperador fue capturado y los mongoles exigieron grandes rescates. Todos los altos funcionarios civiles y militares, incluido Wang Zhen, fueron ejecutados.